# Rhaphipodus subopacus
Rhaphipodus subopacus là một loài bọ cánh cứng trong họ Cerambycidae.